# Primavera (film 1937)
Primavera (Maytime) è un film del 1937 diretto da Robert Z. Leonard. L'operetta Maytime, su cui si basa la sceneggiatura, fu scritta da Rida Johnson Young su musiche di Sigmund Romberg. Venne presentata in prima a Broadway il 16 agosto 1917 allo Shubert Theatre ed è basata a sua volta sulla commedia musicale tedesca Wei einst im Mai.
Il film è uno degli otto girati dalla coppia Jeanette MacDonald e Nelson Eddy: i due cantanti attori furono, dalla metà degli anni trenta alla metà degli anni quaranta, tra i più ammirati per i loro film musicali non solo negli Stati Uniti ma in tutto il mondo.

## Trama
L'anziana Miss Morrison cerca di consolare il suo giovane amico Kip, la cui innamorata Barbara ha ricevuto un'offerta di lavoro teatrale. Barbara cerca conforto da Miss Morrison, la quale le rivela di essere stata la famosa diva dell'opera Marcia Mornay.
Miss Morrison le racconta la sua storia: Marcia, una giovane cantante americana a Parigi, viene portata al successo dal suo insegnante di canto Nicolai Nazaroff, che la introduce alla corte di Napoleone. Per riconoscenza, Marcia accetta di sposarlo, nonostante non lo ami. Più tardi, fa un giro in carrozza ed entra in una cave del Quartiere latino, dove incontra lo studente americano Paul Allison, un cantante come lei ma non così ambizioso.
Pur sentendosi attratta da lui, Marcia inizialmente rifiuta di rivederlo per riguardo a Nicolai, ma poi gli promette di pranzare con lui il giorno dopo. Dopo il pranzo però Marcia gli dice di nuovo che non potrà rivederlo: Paul allora va a vederla a teatro, si reca nel suo camerino e si fa promettere che andranno insieme ad una festa cittadina per il May Day. Quel giorno Paul confessa a Marcia i suoi sentimenti, ma lei gli dice che non può rompere la sua promessa a Nicolai. I due dunque si separano, promettendosi di ricordare sempre quella giornata insieme.
Sette anni dopo, Marcia, che ha sposato Nicolai, ritorna in America. A New York, Nicolai fa comporre per lei l'opera "Czaritza", da interpretare con Paul, che è diventato un baritono famoso.
Nicolai inizia ad avere dei sospetti su Marcia e Paul alle prove e riconosce Paul come il giovane che era uscito dal camerino di Marcia anni prima a Parigi.
Alla prima, Nicolai diventa geloso nel vedere il modo passionale e sincero con cui i due innamorati cantano sul palco. Più tardi, Marcia gli chiede di lasciarla andare via con Paul e lui accetta, ma poi esce con una pistola, intenzionato ad andare da Paul. Marcia capisce le sue intenzioni e gli corre dietro, ma quando arriva da Paul è troppo tardi: Nicolai gli ha sparato e a Paul non restano che pochi istanti di vita.
Dopo averle raccontato la sua storia, Miss Morrison fa capire a Barbara di anteporre l'amore per Kip alla sua carriera teatrale. Guardando i due giovani riconciliarsi, Miss Morrison muore. La sua anima può finalmente ricongiungersi con quella del suo amato.

## Produzione
Il film fu prodotto dalla Metro-Goldwyn-Mayer. Venne girato dal 21 agosto alla fine di settembre del 1936 e dal 29 ottobre al 29 gennaio 1937.

## Distribuzione
Distribuito dalla Metro-Goldwyn-Mayer, il film uscì nelle sale cinematografiche statunitensi il 26 marzo 1937.